# Loxoconcha ozawai
Loxoconcha ozawai is een mosselkreeftjessoort uit de familie van de Loxoconchidae. De wetenschappelijke naam van de soort is voor het eerst geldig gepubliceerd in 1986 door Tabuki.